# Asplenium tenuicaule
Asplenium tenuicaule är en svartbräkenväxtart som beskrevs av Bunzo Hayata. Asplenium tenuicaule ingår i släktet Asplenium och familjen Aspleniaceae.

## Underarter
Arten delas in i följande underarter:
- A. t. argutum
- A. t. subvarians